# Delegation (patrón de diseño)
En Ingeniería de software, el patrón de diseño de delegación es una técnica en la que un objeto de cara al exterior expresa cierto comportamiento pero en realidad delega la responsabilidad de implementar dicho comportamiento a un objeto asociado en una relación inversa de responsabilidad.
El patrón de diseño de Delegación es la abstracción fundamental que da soporte a la composición (también referida como agregación), los mixin y los aspectos.

## Ejemplos

### Ejemplo simple enJava
En este ejemplo realizado en el lenguaje de programación Java, la clase C tiene métodos "cabecera" (método stub) que realizan llamadas a los métodos f() y g() de la clase A
```
 
class
 
A
 
{

     
void
 
f
()
 
{
 
System
.
out
.
println
(
"A: haciendo f()"
);
 
}

     
void
 
g
()
 
{
 
System
.
out
.
println
(
"A: haciendo g()"
);
 
}

 
}

 

 
class
 
C
 
{

     
// objeto asociado para delegacion

     
A
 
a
 
=
 
new
 
A
();

 

     
void
 
f
()
 
{
 
a
.
f
();
 
}

     
void
 
g
()
 
{
 
a
.
g
();
 
}

 

     
// atributos normales

     
X
 
x
 
=
 
new
 
X
();

     
void
 
y
()
 
{
 
/* haz algo */
 
}

 
}

 

 
public
 
class
 
Main
 
{

     
public
 
static
 
void
 
main
(
String
[]
 
args
)
 
{

         
C
 
c
 
=
 
new
 
C
();

         
c
.
f
();

         
c
.
g
();

     
}

 
}

```

### Ejemplo complejo en Java
Utilizando interfaces Java, la delegación puede hacerse de manera más flexible y fuertemente tipada. En este ejemplo, la clase C puede delegar bien en la clase A o en la clase B. La clase C tiene métodos para conmutar entre las clases A y B. Utilizando la cláusula implements se asegura la fortaleza de tipos porque cada clase debe implementar los métodos definidos en la interfaz. La principal contrapartida es que se añade más código.
```
 
interface
 
I
 
{

     
void
 
f
();

     
void
 
g
();

 
}

 

 
class
 
A
 
implements
 
I
 
{

     
public
 
void
 
f
()
 
{
 
System
.
out
.
println
(
"A: haciendo f()"
);
 
}

     
public
 
void
 
g
()
 
{
 
System
.
out
.
println
(
"A: haciendo g()"
);
 
}

 
}

 

 
class
 
B
 
implements
 
I
 
{

     
public
 
void
 
f
()
 
{
 
System
.
out
.
println
(
"B: haciendo f()"
);
 
}

     
public
 
void
 
g
()
 
{
 
System
.
out
.
println
(
"B: haciendo g()"
);
 
}

 
}

 

 
class
 
C
 
implements
 
I
 
{

     
// objeto asociado de delegacion

     
I
 
i
 
=
 
new
 
A
();

 

     
public
 
void
 
f
()
 
{
 
i
.
f
();
 
}

     
public
 
void
 
g
()
 
{
 
i
.
g
();
 
}

 

     
// atributos normales

     
void
 
toA
()
 
{
 
i
 
=
 
new
 
A
();
 
}

     
void
 
toB
()
 
{
 
i
 
=
 
new
 
B
();
 
}

 
}

 

 
public
 
class
 
Main
 
{

     
public
 
static
 
void
 
main
(
String
[]
 
args
)
 
{

         
C
 
c
 
=
 
new
 
C
();

         
c
.
f
();

         
c
.
g
();

         
c
.
toB
();

         
c
.
f
();

         
c
.
g
();

     
}

 
}

```

### Ejemplo complejo en C++
Este ejemplo es una versión en C++ del ejemplo complejo escrito en Java anterior. Puesto que C++ no tiene interfaces propiamente dichas, una clase abstracta realiza el mismo juego. Las ventajas y desventajas son principalmente las mismas que en el ejemplo en Java.
```
 
#include
 
<iostream>

 
using
 
namespace
 
std
;

 

 
class
 
I
 
{

   
public
:

     
virtual
 
void
 
f
()
 
=
 
0
;

     
virtual
 
void
 
g
()
 
=
 
0
;

     
virtual
 
~
I
()
 
{}

 
};

 

 
class
 
A
 
:
 
public
 
I
 
{

   
public
:

     
void
 
f
()
 
{
 
cout
 
<<
 
"A: haciendo f()"
 
<<
 
endl
;
 
}

     
void
 
g
()
 
{
 
cout
 
<<
 
"A: haciendo g()"
 
<<
 
endl
;
 
}

     
~
A
()
 
{
 
cout
 
<<
 
"A: llamada al destructor."
 
<<
 
endl
;
 
}

 
};

 

 
class
 
B
 
:
 
public
 
I
 
{

   
public
:

     
void
 
f
()
 
{
 
cout
 
<<
 
"B: haciendo f()"
 
<<
 
endl
;
 
}

     
void
 
g
()
 
{
 
cout
 
<<
 
"B: haciendo g()"
 
<<
 
endl
;
 
}

     
~
B
()
 
{
 
cout
 
<<
 
"B: llamada al destructor."
 
<<
 
endl
;
 
}

 
};

 

 
class
 
C
 
:
 
public
 
I
 
{

   
public
:

     
// constructor/destructor

     
C
()
 
:
 
i
(
 
new
 
A
()
 
)
 
{
 
}

     
virtual
 
~
C
()
 
{
 
delete
 
i
;
 
}

 

   
private
:

     
// Interfaz de delegacion

     
I
*
 
i
;

 

   
public
:

     
void
 
f
()
 
{
 
i
->
f
();
 
}

     
void
 
g
()
 
{
 
i
->
g
();
 
}

 

     
// atributos normales

     
void
 
toA
()
 
{
 
delete
 
i
;
 
i
 
=
 
new
 
A
();
 
}

     
void
 
toB
()
 
{
 
delete
 
i
;
 
i
 
=
 
new
 
B
();
 
}

 
};

 

 
int
 
main
()
 
{

     
C
*
 
c
 
=
 
new
 
C
();

 

     
c
->
f
();
 
// A: haciendo f()

     
c
->
g
();
 
// A: haciendo g()

     
c
->
toB
();
 
// A: llamada al destructor.

     
c
->
f
();
 
// B: haciendo f()

     
c
->
g
();
 
// B: haciendo g()

     

     
delete
 
c
;
 
// B: llamada al destructor.

 
}

```

### Delegate reemplazado por la composición
Los beneficios que se obtienen con delegate son los mismos que se pueden obtener con la composición y uso de interfaces en lenguajes orientados a objetos.